# (1,5-Cyclooctadien)(1,3,5-cyclooctatrien)ruthenium
(η4-1,5-Cyclooctadien)(η6-1,3,5-cyclooctatrien)ruthenium ist eine metallorganische Rutheniumverbindung.

## Geschichte
Die Erstdarstellung von (η4-1,5-Cyclooctadien)(η6-1,3,5-cyclooctatrien)ruthenium, dem ersten bekannten Ruthenium(0)-Olefinkomplex, gelang Ernst Otto Fischer im Jahr 1963. Fischer gelang die Synthese in geringer Ausbeute durch die Reduktion von Ruthenium(III)-chloridhydrat mit Isopropylmagnesiumbromid in Gegenwart von 1,5-Cyclooctadien und 1,3,5-Cyclooctatrien und anschließende Bestrahlung mit UV-Strahlung.  Durch Wahl von Zink zur Reduktion des Chlorids steigt die Ausbeute beträchtlich.

## Eigenschaften und Reaktionen
(1,5-Cyclooctadien)(1,3,5-cyclooctatrien)ruthenium bildet gelbe Kristalle, die wenig luftstabil sind. Es ist unlöslich in Alkoholen, aber löslich in Toluol und Chloroform. Es eignet sich als Edukt zur Herstellung von rutheniumbasierten Katalysatoren, die beispielsweise Silylierungen von Alkenen, Carbonylierungen von Aminen und bestimmte Reaktionen zur Knüpfung von Kohlenstoff-Kohlenstoff-Bindungen katalysieren.

## Externe Links zu erwähnten Verbindungen
1. ↑  Externe Identifikatoren von bzw. Datenbank-Links zu 1,3,5-Cyclooctatrien:  CAS-Nr.: 1871-52-9, PubChem: 5367249, ChemSpider: 4518804, Wikidata: Q27117308.